# Vivienne Westwood
Vivienne Isabel Swire (Derbyshire, Anglaterra, 8 d'abril de 1941 - Clapham, Londres, Anglaterra, 29 de desembre de 2022), coneguda com a Vivienne Westwood, fou una dissenyadora de moda britànica considerada com la principal responsable de l'estètica associada amb el punk i el New Wave. Westwood, com companya de Malcolm McLaren i propietària de la boutique SEX, va estar directament involucrada amb la banda Sex Pistols i el sorgiment del moviment punk al Regne Unit.

## Biografia
Vivienne va néixer a Tintwistle (Derbyshire). Es va fer escolaritzar a primària al nord de Londres però, als 17 anys es va haver de mudar juntament amb la seva família a Harrow, on va començar els seus estudis al Harrow School of Art i el Trent Park College. Després d'un temps a l'escola, es va adonar que una persona com ella que venia d'una classe treballadora, no es podria guanyar la vida d'artista i va decidir estudiar magisteri.
El 1961 es va casar amb Derek Westwood, un aprenent de la fàbrica Hoover, amb qui va tenir el seu primer fill, Benjamin (1963).
El seu inici en el món de l'art va començar, fabricant joies i venent-les al mercat de Portobello. Dos anys més tard, va conèixer a Malcolm McLaren, el futur manager dels Sex Pistols, pel qual va deixar al seu marit i va marxar a viure amb ell a un pis social de lloguer de Clapham. L'any 1967 va tenir el seu segon fill, Josep Corré.
L'èxit de Westwood es basava en la seva singularitat a l'hora d'assumir riscos, dominava les tècniques dels sastres artesanals, tenia una gran fascinació per la varietat de cultures, convida a la gent a experimentar el seu estil eròtic i carregat de sensualitat; una de les seves cites era: "La moda reflecteix sexualitat". Els seus dissenys trenquen amb tot tipus d'elements tradicionals, estaven fets per destacar per sobre de tots.
”Pienso que una vez que te pones mi ropa te sientes diferente, para empezar no adoptas las mismas posturas, no puedes ser anónimo, tienes una especie de pavoneo alrededor. Te dan una gran ligereza.” Vivienne Westwood

## Carrera
Els dissenys de Westwood es van començar a exhibir el 1971, quan McLaren va decidir obrir una boutique de segona mà, Let It Rock, on restava l'antiga botiga Granny Takes A Trip a King's Road. Junts van forma un estil on s'inspirava en la banda dels Sex Pistols; la música i la cultura popular, això va fer que Westwood crees una imatge per la banda del punk. Aquesta estètica va començar després del primer recital dels Sex Pistols, on la banda utilitzava dissenys de la parella que incloïen elements del bondage, elements fetitxistes, agulles de ganxo (presos de l'estètica de Richard Hell, una personalitat important a l'escena punk novaiorquesa), cadenes, fulles d'afaitar i el característic cabell en punta, entre d'altres.

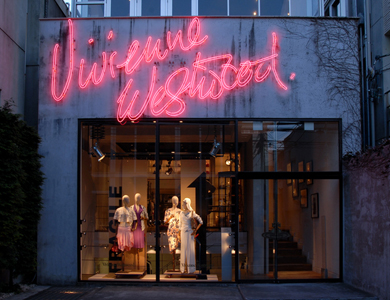
Botiga de Vivienne Westwood a Tòquio

La introducció d'elements del disseny tradicional britànic va contribuir a formar la imatge xocant, polèmica i antisocial del punk.
El 1976, Westwood i McLaren, van crear un disseny format per pantaló i jaqueta amb inspiració sadomasoquista, on van prendre elements del vestit de jaqueta i els va combinar amb elements fetitxistes, militars i del món dels motoristes. Es va convertir en l'abillament per excel·lència de l'estil punk, encara que va causar molta polèmica per l'ús de les cremalleres, cuir, cadenes.
Quan el punk es va començar a comercialitzar, Westwood i McLaren van presentar la seva primera desfilada de passarel·la. La col·lecció, anomenada Piratas (1981), es caracteritzava per seguir el moviment del Nou Romanticisme, una col·lecció plena de referents històrics, on els seus dissenys eren vistosos i teatrals. Gràcies al fet que va ser una col·lecció molt popular, aquests elements es van incorporar al Nou Romanticisme.
"Buffalo Girls" va ser la seva primera desfilada a París el 1982, el nom d'aquesta col·lecció, va ser també el nom que va rebre el reeixit musical de McLaren. Aquell mateix any van crear la col·lecció de "Savages" i "Punkature".
Aquest estil impulsat per Westwood i McLaren, va seguir sent una moda del carrer, sobretot a Gran Bretanya. A Itàlia, es van prendre molt seriosament el seu estil, on Carlo D'Amario va fer un acord per ser el seu patrocinador italià.
El 1983 van obrir una segona tenda a Gran Bretanya anomenada Nostalgia of Mud, però a causa de les dificultats financeres, va haver de traslladar-se a Itàlia, deixant de ser sòcia de McLaren. D'Amario va aconseguir que Armani els donés suport, producció i màrqueting. Gràcies a això Westwood va poder-se forma en la moda de cult, donant a conèixer les seves habilitats autodidactes de confecció, que van ser una part molt important de la seva marca en solitari.
Una de les seves primeres col·leccions en solitari va ser "Witches" el 1983, que la va catapultar al capdamunt del món de la moda.

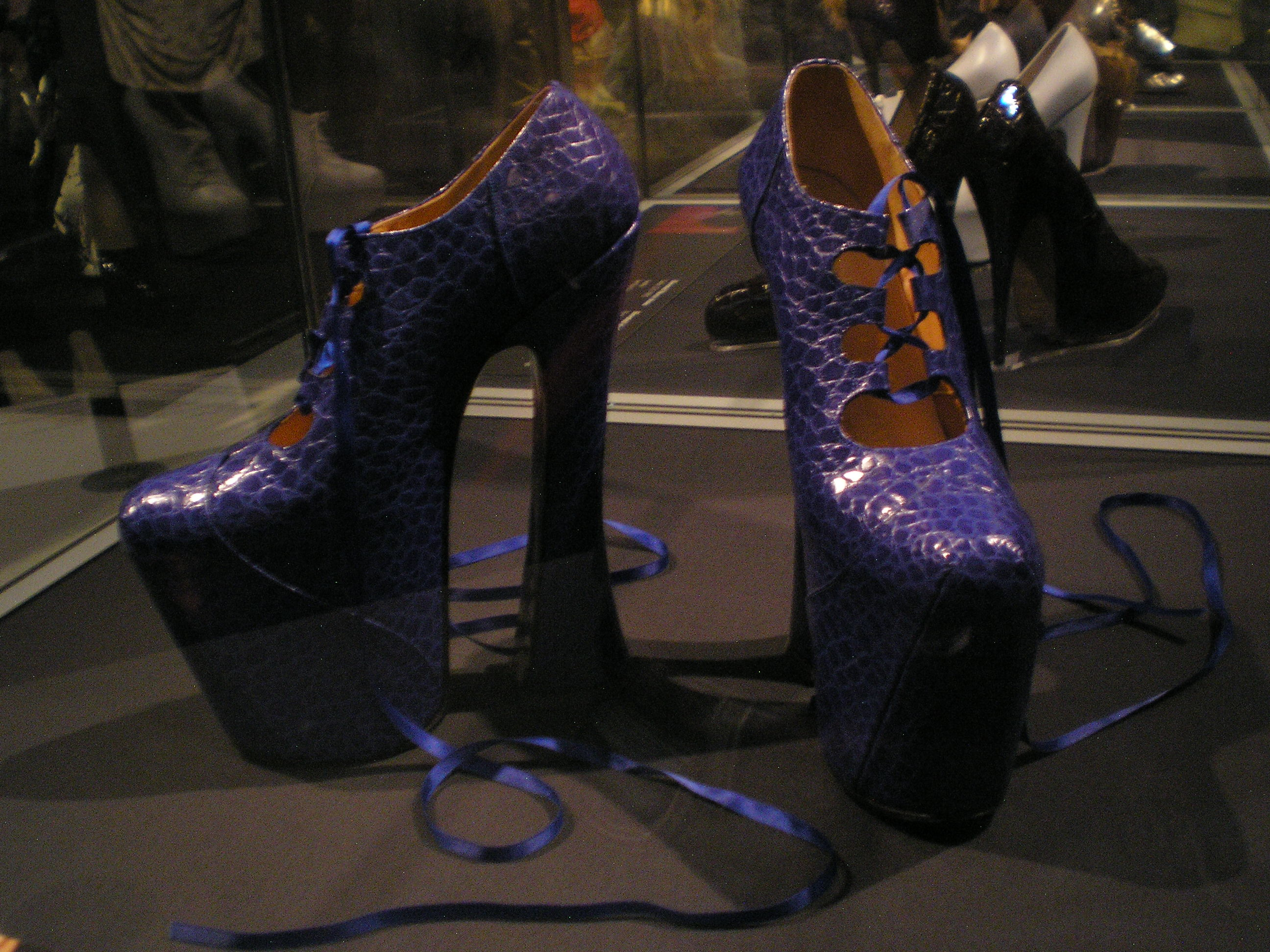
Les famoses sabates de plataforma de Westwood

El 1984 apareix la seva col·lecció "Mini Crini", fascinada per la història del segle xix i els estampats pop, es travaven les faldilles amb arcs, inspirades en les crinolines victorianes, jaquetes entallades i sabates de plataforma. Es centrava sobretot en els canvis de la figura femenina al llarg de la història, fent els malucs i els pits amb encoixinats i corseteria. Westwood volia donar forma a les dones que no tenien corbes, però d'una forma que alliberes a la dona.
Aquell mateix any, va tornar a Londres, on es va interessar per les coses tradicionals britàniques, creant així una col·lecció el 1987 anomenada, Harris Tweed.
El 1993 va crear la seva pròpia tela escocesa, que va rebre el nom de MacAndreas pel seu tercer marit Andreas Kronthaler.

## Premis
Vivienne Westwood va ser guanyadora del premi British Designer of the Year el 1990. Aquell mateix any rep el premi al dissenyador de l'any de la CFDA(Consell de dissenyadora de moda d'Amèrica), per la seva primera col·lecció de roba masculina a la fira de la moda florentina Pitti Uomo.
El 1992 va rebre l'ordre de l'Imperi Britànic de mans de la Reina Isabel i va ser nomenada Dame el 2006, per la Reina Isabel II.

## Col·laboracions
Westwood va fer diverses col·laboraciones amb diferents dissenyadors, entre ells trobem a la marca brasilera Melissa, on Westwood va poder fer una col·lecció de sabates, junt amb la dissenyadora.
Va formar equip amb Chivas Regal, on van dissenyar una edició limitada del famós whisky escocès, que tenia un disseny fet a mà amb motius de decoració blaus i daurats.
El 2001 va ser l'encarregada de realitzar el vestit de núvia amb escot irregular per a Carrie Bradshaw, la protagonista de la famosa sèrie televisiva "Sex on the city" que va passar a les grans pantalles.
Westwood va col·laborar amb el Ballet de Viena, per a confeccionar els dissenys del vestuari, pel concert de l'any nou 2014.

## Col·leccions[5]
- 1971- Let it rock
- 1974- Sex
- 1977- Punk
- 1981/1982- Pirate
- 1982- Savage
- 1982/1983- Nostalgia of mud
- 1983- Punkature
- 1983/1984- Witches
- 1984- Hypnos
- 1984/1985- Clint Eastwood
- 1985- Mini Crini
- 1987/1988- Harris Tweed
- 1988- Pagan I
- 1988/1989- Time machine
- 1989/1990- Voyage to Cythera
- 1990- Pagan V
- 1990/1991- Portrait
- 1991- Cut and Slash
- 1992- Salon
- 1992/1993- Always on camera
- 1993/1994- Grand Hotel
- 1993/1994- Anglomania
- 1994- Café Society
- 1994/1995- On liberty
- 1995- Erotic zones
- 1995/1996- Vive la Cocotte
- 1996- Les femmes
- 1996/1997- Storm in a teacup
- 1997/1998- Five centuries ago
- 1998- Tied to the mast
- 1998/1999- Dressed to scale
- 2000- Summertime
- 2000/2001- Wintier
- 2001- Exploration
- 2001/2002- Wild beaty
- 2002- Nymphs
- 2002/2003- Anglophilia
- 2003- Street theatre